# کلاهبرداری در حوزه سلامت

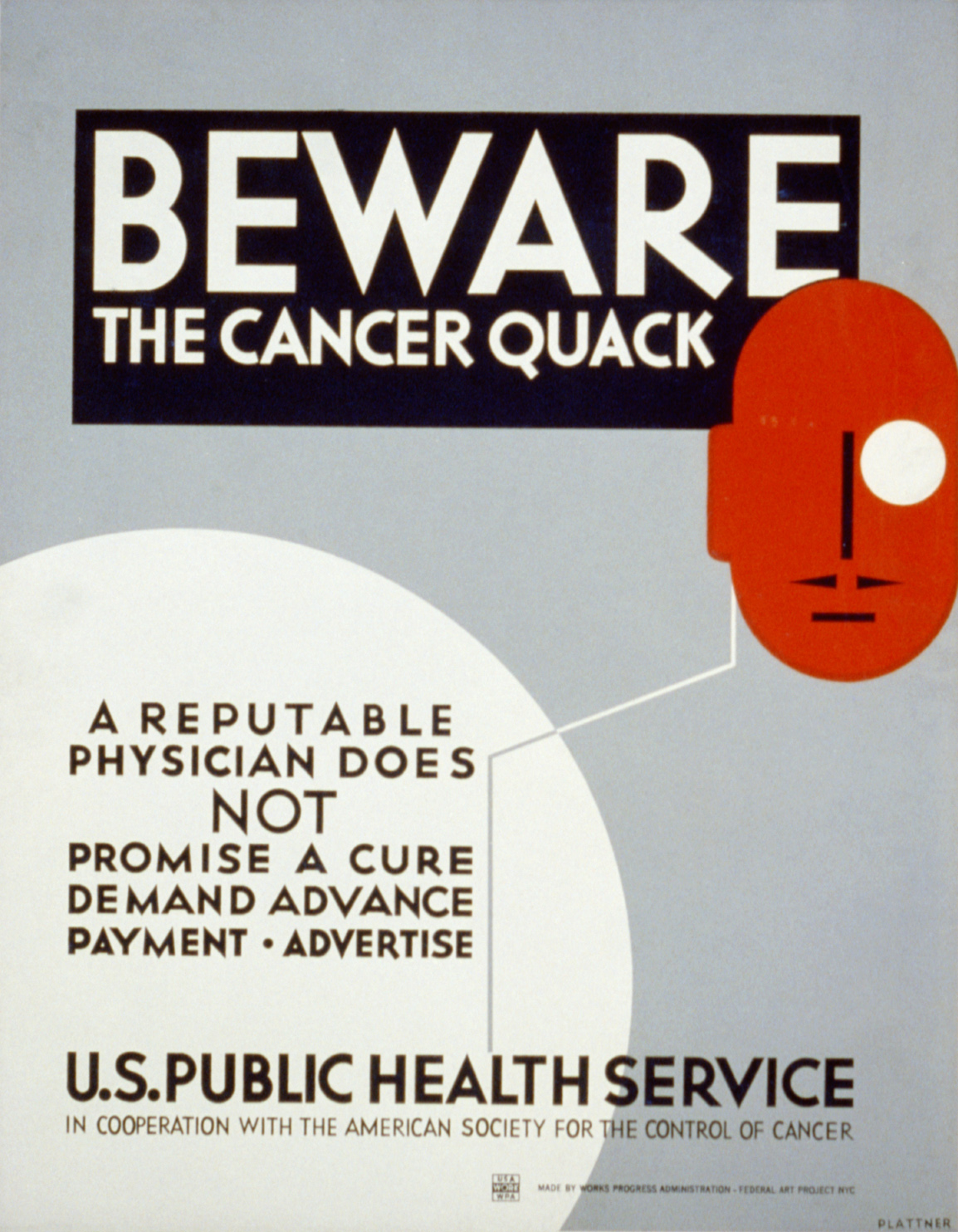
یک پوستر مرتبط

کلاهبرداری در حوزه سلامت (quackery) به ترویج درمان‌های پزشکی کلاهبردارانه یا ناآگاهانه گفته می‌شود. یک کلاهبردار سلامت «متقلب یا نادانی است که وانمود می‌کند مهارت پزشکی دارد» یا «شخصی که به صورت حرفه‌ای یا عمومی وانمود می‌کند که مهارت، دانش، صلاحیت یا اعتبارنامه‌هایی دارد که ندارد؛ یک شارلاتان یا فروشندهٔ روغن مار». در قرون وسطی، اصطلاح «کواک» به معنای «فریاد زدن» بود. شارلاتان‌ها برای جلب توجه، اجناس خود را در بازارها با فریاد می‌فروختند.
عناصر رایج در کلاهبرداری سلامت شامل تشخیص‌های مشکوک با استفاده از آزمایش‌های تشخیصی مشکوک و همچنین درمان‌های آزمایش نشده یا رد شده، به ویژه در بیماری‌های جدی مانند سرطان است. کلاهبرداری سلامت اغلب به عنوان «کلاهبرداری بهداشتی» با ویژگی برجسته تبلیغات تهاجمی توصیف می‌شود.